# Lac de Costalovara
Le lac de Costalovara (en allemand : Wolfsgrubensee ou Wolfsgrub) est un petit lac alpin situé sur le plateau de Renon à 1 176 m dans la municipalité de Renon, à environ 12 km de Bolzano. 

## Description

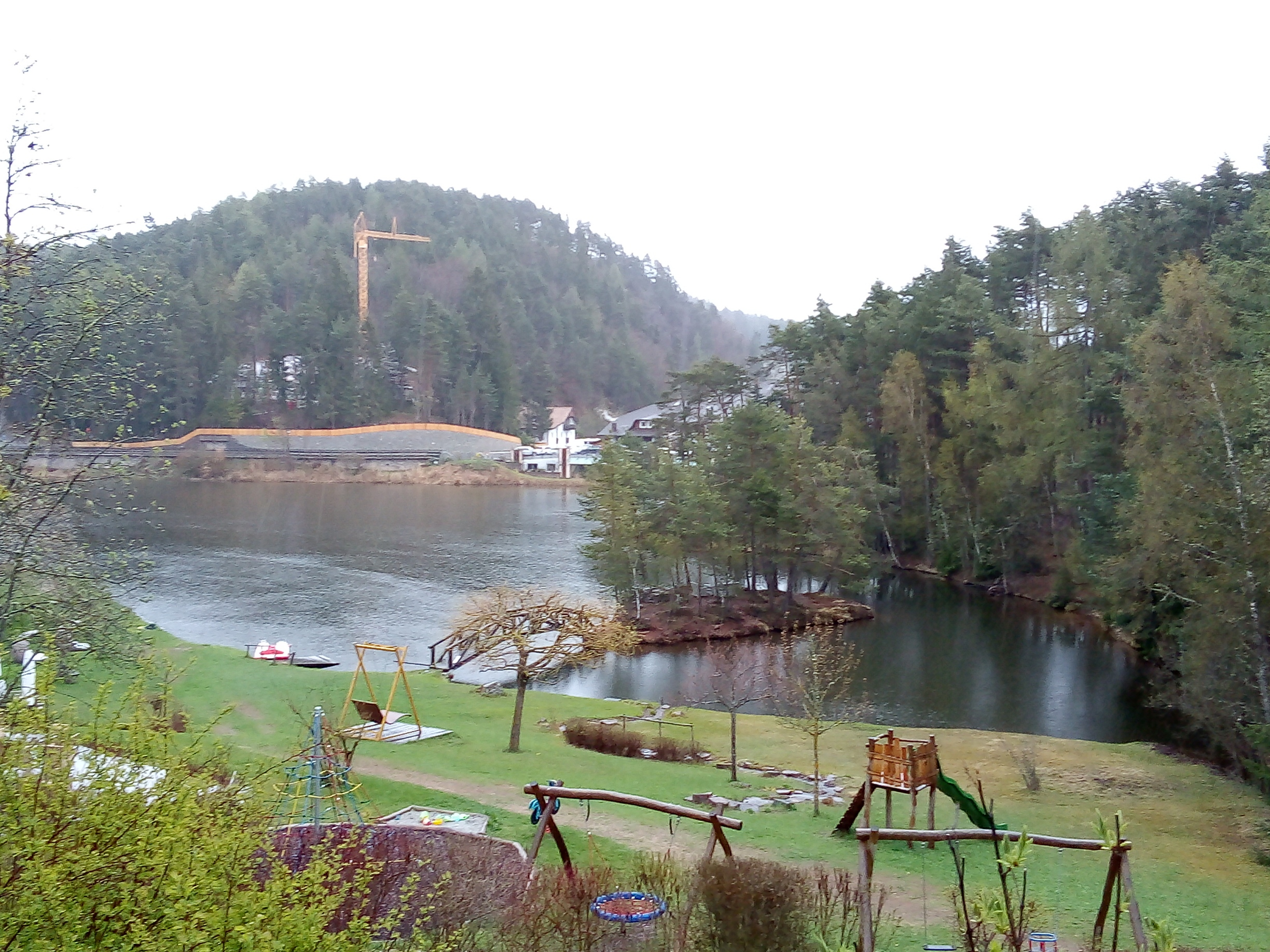

Créé naturellement au XVIIIe siècle, le lac était artificiellement développé au moyen d'un barrage en terre à l'extrémité nord-est. Le but de ce travail était d’accroître le bassin afin d’exploiter des réserves d’eau plus importantes afin d’exploiter des moulins et des scieries, une utilisation remplacée par la suite par l’exploitation de l’eau d’irrigation. En raison de l’absence d’affluents naturels, le lac de Costalovara était sujet à de fortes pertes d’eau saisonnières. Pour les surmonter, un tuyau d'une longueur 5 km a été construit, faisant dériver l'eau de la rivière Emmer (un affluent de la Talvera) et alimente le lac. 
Le lac est habité par des brochets, des carpes, des tanches, des perches et des rotengles, ce qui est inhabituel à cette altitude. En hiver, il est possible de patiner sur sa surface glacée. 
Au sud, à environ un quart d'heure de marche, se trouve un autre petit plan d'eau, le lac de Mezzo. 

## Toponymie
Le nom du lac est attesté en 1406 sous le nom de Wee Weyer, en 1768 sous le nom de Weyer zu Wolfsgrueben et en 1845 sous le nom de Wolfsgruben-See. 